# Augustus (voornaam)
De voornaam Augustus is afgeleid van de Romeinse keizer Augustus, wat zou betekenen "die geroemd wordt"; het is Latijn voor "geheiligd, gewijd, verheven, eerwaardig" (het werkwoord augere betekent "vermeerderen"). Later werd de naam in het Kerklatijn gelatiniseerd tot Augustinus.
Afgeleiden van de naam zijn: August, Auguste, Augustijn, Augustin, Augustinas, Gus, Gust, Guus.
Vrouwelijke varianten zijn onder meer Augusta, Auguste, Augustine, Gusta, Guusje, Guuske.

## Bekende naamdragers
- August Abrahamsen
- August Borms
- August de Cornillon
- August Horch
- August Landmesser
- August Lass
- August Lindgren
- August Meitzen
- August Ferdinand Möbius
- August Oberhauser
- August Snieders
- August Van Daele
- August Vermeylen
- August Willemsen

### Auguste
- Auguste Beernaert
- Auguste Comte
- Auguste Piccard
- Auguste Renoir
- Augustus Smith
- Augustus Pablo

### Gust
- Gust (gorilla), een legendarische gorilla uit de Antwerpse Zoo
- Gust Gils

### Guus
- Guus de Casembroot
- Guus Hermus
- Guus Hoes
- Guus Oster
- Guus Trestorff
- Guus Verstraete jr.
- Guus Verstraete sr.
- Guus Vogels
- Guus Zeegers

#### Guusje
- Guusje Nederhorst

## Fictieve naamdragers
- Augusta Lubbermans (Harry Potter)
- Augustus, een karakter uit de stripserie Heinz
- August, een karakter uit de de Film van Ome Willem, gespeeld door acteur Pieke Dassen

## Koningshuizen
- August II van Polen was tevens keurvorst van Saksen